# Mossèn Johan Pere
Mossèn Johan Pere, Johan Peres o Joan Pere, fou un cosmògraf, jurista i expert en dret mercantil que formava part de la Cort dels Reis Catòlics. Va editar el 1489 unes Taules astronòmiques en llengua catalana.
Els Pere, Pera o Peres són un llinatge noble de Girona. Durant els segles XV i XVI, són els propietaris del Castell de Sant Miquel, dit també Molí de Pals o Mas Tafurer. Pertanyen a la família, En Bartomeu Pere, cònsol de Messina i mercader, En Llorenç Pere, patró de nau entre el 1429 i el 1460; i En Gabriel Pere, que assegura, el 1459, juntament amb En Francesc Bertran, unes mercaderies a Barcelona, i que també és mercader i patró de nau.
Entre els membres d'aquesta il·lustre nissaga també hi havia un Joan Pere, germà de Gabriel Pere, que, el 1457, constitueix, amb el seu cunyat Gaspar Escales, una societat mercantil per dos anys, per realitzar el comerç amb el reialme de Nàpols, esdevenint-ne el gestor a Barcelona. En el capítol cinquè d'aquest document fundacional, s'estableix que lo dit Johan Pere haje e sia tengut a respondre ací en Barchinona per la dita companyia e tenir compte de aquella.
Per Jordi Bilbeny defensor de la Tesi del port de Pals, l'anomenat Fra Juan Perez del Monestir de La Rábida no és altre que el mossèn català Joan Pere de Pals.